# Christiane Tietz

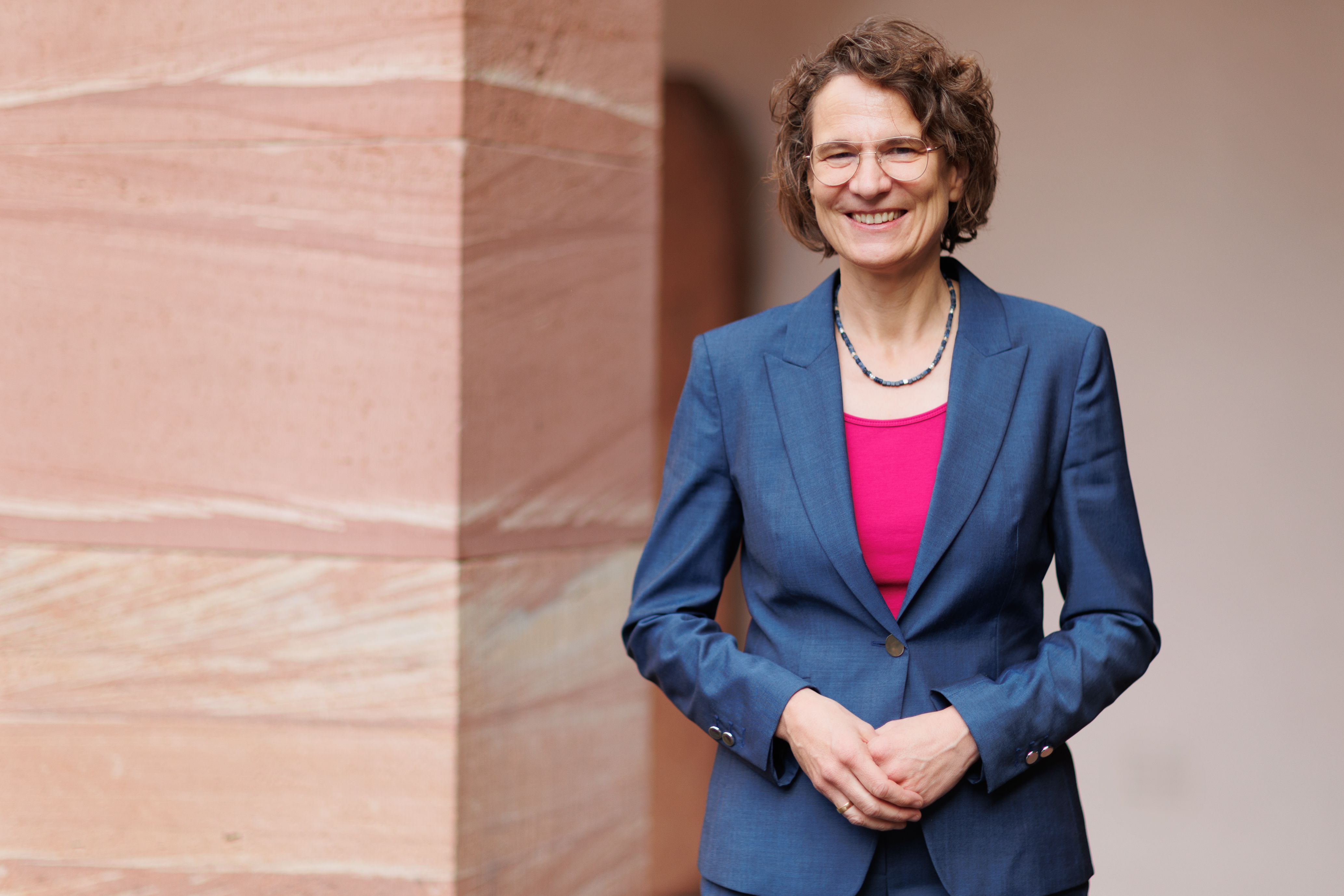
Christiane Tietz, Kirchenpräsidentin der Evangelischen Kirche in Hessen und Nassau

Christiane Tietz (* 20. April 1967 in Frankfurt am Main) ist eine deutsche evangelische Theologin. Sie ist Kirchenpräsidentin der Evangelischen Kirche in Hessen und Nassau (EKHN) mit Sitz in Darmstadt.

## Leben
Tietz studierte Mathematik und evangelische Theologie an der Johann Wolfgang Goethe-Universität Frankfurt am Main und an der Eberhard Karls Universität Tübingen. Von 1997 bis 2006 arbeitete sie als Assistentin am Institut für Hermeneutik der Universität Tübingen. Bis 2003 war dies bei Eberhard Jüngel, ab 2004 dann bei Christoph Schwöbel. Sie wurde dort 1999 zum Dr. theol. promoviert; 2004 folgte die Habilitation. Von 2006 bis 2008 war sie Heisenberg-Stipendiatin der Deutschen Forschungsgemeinschaft. Von 2008 bis 2013 war sie Professorin für Systematische Theologie und Sozialethik an der Universität Mainz, wo sie 2006/2007 schon eine Lehrstuhlvertretung wahrgenommen hatte. Von 2013 bis 2024 war sie Professorin für Systematische Theologie am Institut für Hermeneutik und Religionsphilosophie der Theologischen und Religionswissenschaftlichen Fakultät der Universität Zürich. Im Juli 2025 wurde Tietz zur Honorarprofessorin der Universität Mainz ernannt.
Von 2008 bis 2018 war sie Vorsitzende der deutschsprachigen Sektion der Internationalen Bonhoeffer-Gesellschaft, von November 2010 bis November 2013 Mitglied im Rat der Evangelischen Kirche in Deutschland (EKD). Sie ist Mitherausgeberin der Zeitschriften Evangelische Theologie und Zeitzeichen. Außerdem ist sie Mitglied der dreiköpfigen Jury des Karl-Barth-Preises.
Am 2. Mai 2024 wurde bekanntgegeben, dass sie sich für das Amt der Kirchenpräsidentin der Evangelischen Kirche in Hessen und Nassau bewirbt. Am 28. September 2024 wurde sie in Frankfurt am Main von einer Sondersynode zur Kirchenpräsidentin der Evangelischen Kirche von Hessen und Nassau gewählt. Sie trat ihr Amt am 26. Januar 2025 an. Als Kirchenpräsidentin ist sie die Nachfolgerin von Volker Jung.
Außerdem war sie 2024 Pfarrerin im Ehrenamt in der Dreikönigsgemeinde in Frankfurt. Sie ist Pfarrerin und nimmt ihren regelmäßigen Predigtauftrag in der Dreikönigsgemeinde in Frankfurt wahr.

## Positionen

### Kirche und Politik
Christiane Tietz bekennt sich unter anderem zu einer Kirche, die gesellschaftspolitisch aktiv ist. So trat sie in einem Gastbeitrag in der F.A.Z. gleich zu Beginn ihrer Amtszeit am 5. Februar 2025 dafür ein, dass gerade in polarisierenden Zeiten Kirche ein Ort sein sollte, an dem sich Menschen begegnen und das demokratische Miteinander einüben.
Bei ihrem ersten Bericht vor der Synode am 8. Mai 2025 unterstrich Tietz die gesellschaftliche Rolle der Kirchen: „Wir sind als Kirche politisch, insofern wir uns nach wie vor und unermüdlich dazu äußern, wo wir die Rechte von Menschen missachtet sehen, sei es durch Taten, sei es durch Worte.“ Tietz hob hervor, dass sich Kirche für den Bestand der Demokratie einsetze – in Zusammenarbeit mit anderen demokratischen Kräften. Dabei sei es besonders wichtig, das Bewusstsein wachzuhalten, dass die Demokratie auf der gleichen Würde aller Menschen gründe.

### Glaube und Künstliche Intelligenz
Tietz, die neben Theologie auch Mathematik studierte, setzt sich auch intensiv mit Künstlicher Intelligenz (KI) auseinander. Auf dem Deutschen Evangelischen Kirchentag verwahrte sich Tietz dagegen, der KI in Fragen der Religion eine zu große Rolle zuzumessen. „Keine KI kann an die Stelle Gottes treten“, sagte die evangelische Theologin am 2. Mai 2025 in Hannover. Tietz: „Gott lässt sich nicht errechnen. Er muss uns begegnen.“ Sie hält den Einsatz von KI in der Kirche dennoch für denkbar. Dies solle aber – wie andernorts auch – immer kenntlich gemacht werden: „Wir wollen doch keine Kirche, in der KI uns Menschen nur vorgaukelt.“

### Aufarbeitung von sexualisierter Gewalt
Einen Schwerpunkt in ihrer Amtszeit will Tietz bei der Fortsetzung der Aufarbeitung von sexualisierter Gewalt in der Kirche setzen. Sie warnte dabei im April 2025 unter anderem vor einer „billigen Gnade“ gegenüber Tätern und zitierte damit eine Formulierung von Dietrich Bonhoeffer. „Billige Gnade“, also die „Predigt der Vergebung ohne Buße“, dürfe es nicht geben, schon gar nicht bezogen auf die Fälle von sexualisierter Gewalt und die davon betroffenen Personen. „Wir müssen eine differenzierte Rede von Schuld und Sünde lernen“, so Tietz. Deshalb dürfe aus dem Bereuen des Täters nicht einfach die Forderung an betroffene Personen abgeleitet werden, vergeben zu müssen.

## Privates
Christiane Tietz ist verheiratet und lebt in Darmstadt in Hessen.

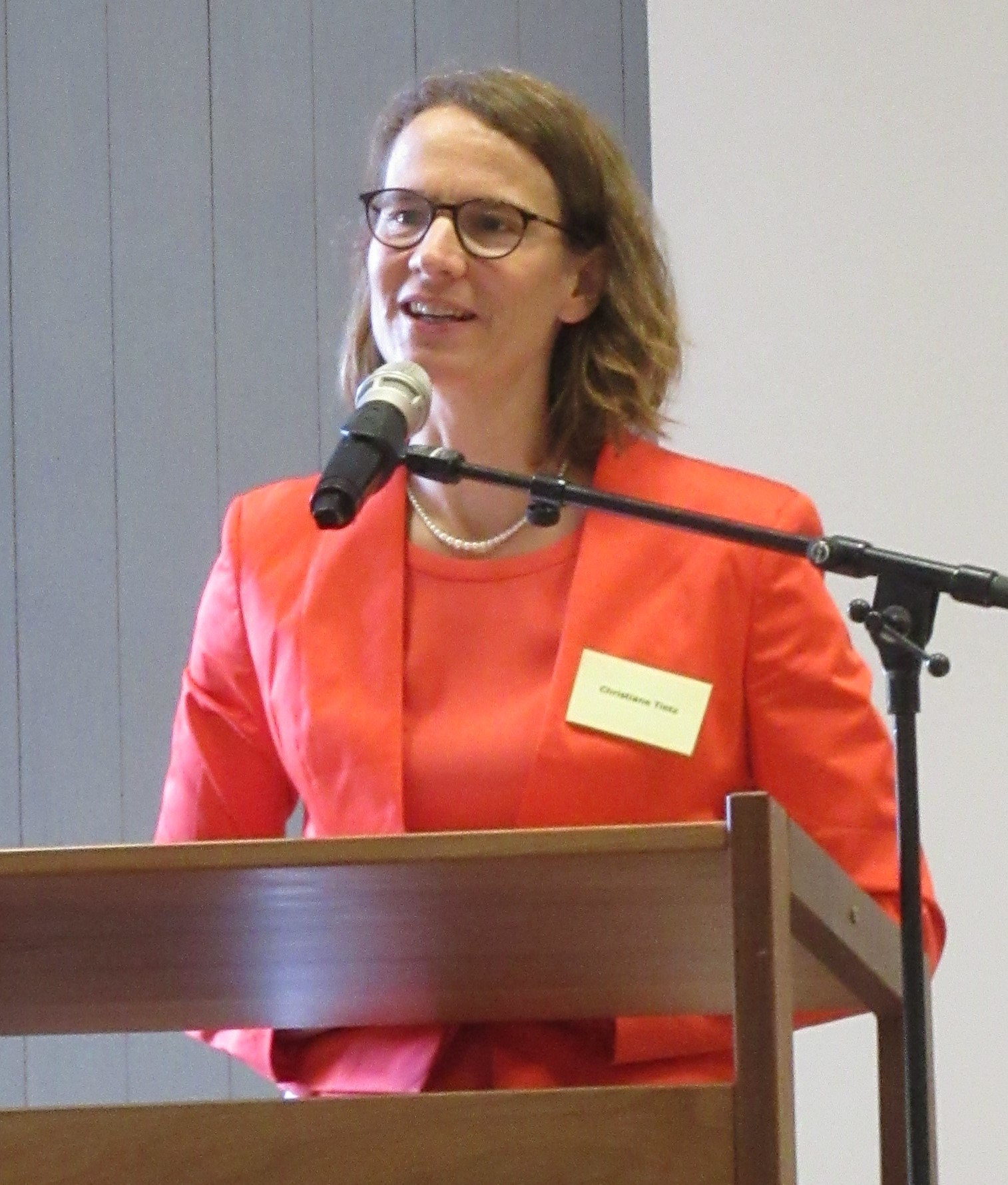
Christine Tietz 2016 beim XII. Internationalen Bonhoeffer-Kongress in Basel

## Werke (Auswahl)
- Nietzsche: Leben und Denken im Bann des Christentums. C.H.Beck, München 2025, ISBN 978-3-406-82895-9.
- Bonhoeffers Kritik der verkrümmten Vernunft. Eine erkenntnistheoretische Untersuchung (Beiträge zur historischen Theologie 112). Mohr Siebeck, Tübingen 1999, ISBN 3-16-147187-3.
- Freiheit zu sich selbst. Entfaltung eines christlichen Begriffs von Selbstannahme (Forschungen zur systematischen und ökumenischen Theologie, Band 111). Vandenhoeck & Ruprecht, Göttingen 2005, ISBN 3-525-56339-6.
- Martin Luther im interkulturellen Kontext. (Interkulturelle Bibliothek, Band 110). Traugott Bautz, Nordhausen 2008, ISBN 978-3-88309-294-2.
- Leid und Schicksal. In: Wolfgang Kraus, Bernd Schröder (Hrsg.): Kulturelle Grundlagen Europas. Grundbegriffe. Lit, Berlin 2012, ISBN 978-3-643-11862-2, S. 39–52.
- Dietrich Bonhoeffer. Theologe im Widerstand. C. H. Beck, München 2013, ISBN 978-3-406-64508-2.
- Karl Barth. Ein Leben im Widerspruch. C. H. Beck, München 2018, ISBN 978-3-406-72523-4.
- „Die Spiegelschrift Gottes ist schwer zu lesen“. Beiträge zur Theologie Dietrich Bonhoeffers. Gütersloher Verlagshaus, Gütersloh 2021, ISBN 978-3-579-05853-5.